# Hatzor-Haglilit
Hatzor-Haglilit (חצור הגלילית) est une municipalité israélienne située en Haute Galilée.

## Situation géographique
Hatzor-Haglilit se trouve dans la partie-est de la Haute-Galilée où elle surplombe la vallée de la Houla à une altitude de 350 m.
Son nom provient de sa proximité d'avec le site archéologique de Hatzor.

## Histoire
Hatzor-Haglilit est fondée au début des années 1950. Un camp de transit (en hébreu ma'abara) , destiné à loger des réfugiés juifs originaires pour la plupart d'Afrique du Nord, est établi là en 1952-1953, à l'endroit où se trouvait le village palestinien dépeuplé Mughr al-Khayt (à 1 km au sud-est du village plus précisément). En 1958, Hatzor HaGlilit comptant 4000 habitant a reçu le statut de ville de développement.
Elle est alors peuplée par 2 vagues successives d'immigrants juifs majoritairement originaires du Maroc.

## Aujourd'hui
La ville compte, en 2005, 2500 foyers.
La population se partage entre Juifs d obédiences diverses (laïcs, traditionnels, orthodoxes).
La municipalité encourage pratiquement l'installation de jeunes couples en son sein.

## Monument
L'un des monuments les plus connus de la ville est le tombeau de Honi le traceur de cercle (Honi HaMe'aguel), attenant aux lieux de sépulture de deux de ses petits-fils, Abba Hilkiyah (ou Abba Chilkiyah) et Hanan HaNihba (ou Chanan HaNichba). Selon la légende juive, Honi HaMe'aguel avait le pouvoir de faire pleuvoir par ses prières. Il est classé dans de nombreuses sources juives, y compris les Manuscrits de la mer Morte, comme l'un des « faiseurs de pluie ». C'est aussi le cas de ses deux petits-fils. La présence de ce sanctuaire a attiré un grand nombre de membres de la Dynastie hassidique de Gour dans la ville.